# Ricard II de Normandia
Ricard II de Normandia (23 d'agost de 963 - 28 d'agost de 1027), anomenat Ricard el Bo, va ser fill i hereu del duc Ricard el sense Por, i va governar el ducat des del 996 fins a la seva mort.
Durant el seu regnat va fer front a una insurrecció dels camperols, i va promoure una reforma dels monestirs normands. Ajudà el rei Robert II de França a combatre el ducat de Borgonya, i va frenar els atacs anglesos que el rei Etelred II emprengué contra la península de Cotentin.
Per tal de millorar les relacions amb Anglaterra va promoure el matrimoni de la seva germana Emma amb el rei Etelred. Tot i que la reina Emma va ser mal vista pels anglesos, aquesta connexió permetria al seu net Guillem el Conqueridor reclamar el tron d'Anglaterra mig segle després.

## Família

### Avantpassats
|  |                           |  |  |  |  |  |  |  |  |  |  |  |  |  |  |  |
|  | 8. Rol·ló                 |  |  |  |  |  |  |  |  |  |  |  |  |  |  |  |
|  |                           |  |  |  |  |  |  |  |  |  |  |  |  |  |  |  |
|  |                           |  |  |  |  |  |  |  |  |  |  |  |  |  |  |  |
|  | 4. Guillem I de Normandia |  |  |  |  |  |  |  |  |  |  |  |  |  |  |  |
|  |                           |  |  |  |  |  |  |  |  |  |  |  |  |  |  |  |
|  |                           |  |  |  |  |  |  |  |  |  |  |  |  |  |  |  |
|  | 9. Poppa                  |  |  |  |  |  |  |  |  |  |  |  |  |  |  |  |
|  |                           |  |  |  |  |  |  |  |  |  |  |  |  |  |  |  |
|  |                           |  |  |  |  |  |  |  |  |  |  |  |  |  |  |  |
|  | 2. Ricard I de Normandia  |  |  |  |  |  |  |  |  |  |  |  |  |  |  |  |
|  |                           |  |  |  |  |  |  |  |  |  |  |  |  |  |  |  |
|  |                           |  |  |  |  |  |  |  |  |  |  |  |  |  |  |  |
|  | 5. Sprota                 |  |  |  |  |  |  |  |  |  |  |  |  |  |  |  |
|  |                           |  |  |  |  |  |  |  |  |  |  |  |  |  |  |  |
|  |                           |  |  |  |  |  |  |  |  |  |  |  |  |  |  |  |
|  | 1. Ricard II de Normandia |  |  |  |  |  |  |  |  |  |  |  |  |  |  |  |
|  |                           |  |  |  |  |  |  |  |  |  |  |  |  |  |  |  |
|  |                           |  |  |  |  |  |  |  |  |  |  |  |  |  |  |  |
|  | 3. Gunnora                |  |  |  |  |  |  |  |  |  |  |  |  |  |  |  |
|  |                           |  |  |  |  |  |  |  |  |  |  |  |  |  |  |  |
|  |                           |  |  |  |  |  |  |  |  |  |  |  |  |  |  |  |

### Núpcies i descendents
L'any 996 es va casar en primeres núpcies amb Judit de Rennes (982-1017), filla de Conan I de Bretanya. Els fills de la unió foren:
- Ricard (v. 1003), duc de Normandia.
- Adelaida (v. 1004), esposa de Renaud I de Borgonya.
- Robert (v. 1006), duc de Normandia i pare de Guillem el Conqueridor.
- Guillem (v. 1008)
- Elionor (v. 1012), esposa de Balduí IV de Flandes.
- Matilde (v.1014), monja a Fecamp.

En segones núpcies es casà amb Poppa d'Envermeu, amb qui tingué dos fills:
- Mauger (v. 1019), arquebisbe de Rouen.
- Guillem (v. 1022), comte d'Arques.